# Felipe Muñoz
Felipe Muñoz Kapamas (* 2. února 1951 Ciudad de México) je bývalý mexický plavec, specializující se na styl prsa. Byl známý pod přezdívkou El Tibio (Vlažný), kterou dostal podle toho, že jeho otec byl ze státu Aguascalientes (doslova Horké vody) a jeho matka, která pocházela z rodiny řeckých přistěhovalců, se narodila v Rio Frío (Studená řeka).

## Kariéra
Na domácí olympiádě 1968 překvapivě vyhrál v sedmnácti letech závod na 200 m prsa. Do finále postoupil nejrychlejším časem, většinu závodu o medaile se pohyboval v polovině startovního pole, ale drtivým finišem nakonec zajistil pro Mexiko jediné plavecké zlato v olympijské historii. Na stometrové trati vypadl v semifinále. Startoval také na následující olympiádě v Mnichově, kde skončil pátý na 200 m prsa a na 100 m prsa ani v polohové štafetě nepostoupil z rozplaveb. Na Panamerických hrách v roce 1971 byl druhý na 200 m prsa a třetí na 200 m polohový závod. Na Univerziádě 1973 získal bronzovou medaili na prsařské dvoustovce. Je rovněž trojnásobným vítězem Středoamerických a karibských her.
Po ukončení závodní kariéry působil v politice, byl předsedou Mexického olympijského výboru a poslancem mexického kongresu za Revoluční institucionální stranu.